# Réserve écologique internationale Thomas-Sterry-Hunt
La réserve écologique internationale Thomas-Sterry-Hunt est située sur la frontière du Québec et du Maine. Ce site, qui se prolonge des deux côtés de la frontière, protège des tourbières typiques de la région des Appalaches. Le nom de la réserve rend hommage à Thomas Sterry Hunt (1826-1892), qui enseigna la chimie et la minéralogie aux Universités Laval et McGill ainsi qu'au Massachusetts Institute of Technology. Il publia plus de 300 articles scientifiques sur la chimie et la géologie.